# Little Gerhard
Little Gerhard, kunstnernavn for Karl-Gerhard Lundkvist, født 17. maj 1934 i Tillberga i Hubbo sogn, er en svensk rocksanger, der havde store hits fra 1958 til midten af 1960'erne med bl.a. "Buona Sera", "What You've Done to Me" og "Den Siste Mohikanen".

## Biografi
I en ung alder gik han til søs som sømand og lavede i forbindelse med denne debut i 1952 i Amsterdam på natklubben Trocadero. På dette tidspunkt spillede han harmonika og guitar. Efter at have tiltrådt som sømand flyttede han til Stockholm, hvor han fik succes som rocksanger gennem amatørkonkurrencer i midten af 1950'erne. Den første gang, han optrådte med sit eget band, var i Nalen, nytårsaften 1957. Gennem den koncert fik han en pladekontrakt med firmaet Karusell, og han debuterede plade i begyndelsen af 1958 med en EP ved navn Little Gerhard. Sangen "What You've Done To Me" på denne plade var hans gennembrud. Allerede i marts samme år blev han kronet som "Sveriges rockkonge" og i august samme år som "Nordisk rockkonge". Han debuterede også i 1958 i Det Svänger På Slottet.
"Rockin' Ghost" blev synget i Åsa-Nisse I Kronans Kläder fra 1958.
Hans tredje EP, der blev udgivet i juni 1958, blev den bedst sælgende 1950-plade i svensk rock'n'roll og Little Gerhards første guldplade. Det var hans anerkendte cover af Louis Primas "Buona Sera", der var årsagen til succesen.
Lille Gerhards kompband på sommerturnéen i 1958 og i de næste fem år blev kaldt The G-men og indeholdt flere musikere, der gik videre til andre succesrige karrierer. Blandt disse var Sten Nilsson og Stanley Granström, der i 1962 dannede Sten & Stanley, vibrafonisten Lars Erstrand og bassisten Bernt Fristedt, som senere spillede i Telstars. Bengt Dahlén, som senere var guitarist i Lee Kings og Fläsket brinner, spillede også i G-men.
I 1961 begyndte han at synge på svensk, derefter under kunstnernavnet Lille Gerhard. I 1965 fik han sin første meget kortvarige placering på den svenske top med "Blommor Och Bin".
Han lavede også optagelser i Vesttyskland og sang på tysk.
I slutningen af 1960'erne faldt hans popularitet som kunstner, men han fortsatte med at have en karriere som sangskriver og producent.
Sammen med Yvonne Olsson optrådte han på den svenske Melodifestivalen 1982 med melodien "Hand I Hand Med Dig", der endte på en delt sjetteplads.

## Diskografi (et udpluk)

### Singler
- 1958 - Allright / Versprich Mir Nichts
- 1958 - Rock With Me
- 1958 - Rockin' Ghosts / Patricia / Yaketi-Yak / My Darling Rosalie
- 1959 - Baby Lover / Jung Und Verliebt (Teenager In Love)
- 1959 - Cha Cha Rock'n Roll / Donna / Grandfather's Clock / Kewpie Doll
- 1959 - Skoldags / En Slant För En Kyss / Spisarparty / Jag Drömmer Om Nå't Annat (med Lill-Babs)
- 1959 - Little Gerhard At The Concert Hall
- 1959 - Hand Jive / Patricia
- 1959 - Juke-Box-Baby / That's Love - Das Ist Die Liebe
- 1959 - How Old Do You Have To Be? / A Pair Of Scissors
- 1960 - Petticoat-Pat
- 1960 - Clementine / Ti-Pi-Tin
- 1960 - Little Gerhard På Nalen
- 1960 - Little Gerhard In Germany
- 1960 - St. Louis Blues / Honolulu Baby
- 1960 - Lonesome Me / The Big Beat
- 1961 - Den Sista Mohikanen / Kär I Din Bild / Peter Och Frida / Tre Små Fiskar
- 1961 - Gubben I Månen / Kärlekens Bud / Iwan Iwanowitsch / Gossen Ruda
- 1961 - Ma Marie / No No / Duke's Place / The Oaken Bucket
- 1962 - Beatrice-Aurore / Min Lyckodag / Ahab, Araben / Brylunda Mässingkvartett
- 1963 - Little Gerhard And The Chicks
- 1963 - Danke Schön, Bitte Schön, Wiederseh'n / Lalaika
- 1964 - Baby Let's Go-Go / In The Go-Go Groove
- 1964 - Come A Little Closer / Sticks And Stones
- 1964 - Count On Me / Gee It's Wonderful
- 1965 - Blommor Och Bin / Tandem-Ragg
- 1965 - The Cell / Closer To Me
- 1966 - I Don't Know / Walking Around
- 1967 - Little Gerhard Och Hans Dansande Björn / Jag Kan Inte Leva Utan Dej
- 1967 - Åh, Vilken Kyss / Du Som Tycker Och Behagar
- 1967 - Pompom / Du, Time För Åk!
- 1968 - Mean Woman Blues / Oh, Carol
- 1973 - Icko-Icko / Snart Är Våren Här
- 1973 - Sheila / Friday, Friday
- 1980 - Ring-A-Rockin' / Tänder, Baby, Tänder
- 1981 - I'm A Liar / I'm Mr. Groovy
- 1982 - Hand I Hand Med Dej / Du Måste Tro På Mej (med Yvonne Olsson)
- 1989 - Don't You Know Little Fool? / 34:an

### Albums
- 1971 - Live At Stinsen
- 1972 - Keep On Rockin'
- 1973 - Multiplication
- 1974 - Bit För Bit
- 1976 - Från Kung Till Kung
- 1978 - Montezuma
- 1979 - Big Little Gerhard
- 1982 - Little Gerhard In Deutschland
- 1990 - Den Sista Mohikanen
- 1997 - Buona Sera
- 2002 - From King To King - Little Gerhard Sings Elvis